# UCI-Cyclocross-Weltcup 1993/94
Beim UCI-Cyclocross-Weltcup 1993/94 wurden von Oktober 1993 bis Januar 1994 durch die Union Cycliste Internationale erstmals Weltcup-Sieger im Cyclocross ermittelt. 
Es gab ausschließlich Rennen für Männer in der Elite, die an fünf Weltcup-Stationen in fünf verschiedenen Ländern ausgetragen wurden.

## Elite

### Männer
| Rnd | Datum             | Ort            | Erster            | Zweiter                | Dritter             |
| --- | ----------------- | -------------- | ----------------- | ---------------------- | ------------------- |
| 1   | 3. Oktober 1993   | Eschenbach     | Paul Herijgers    | Daniele Pontoni        | Beat Breu           |
| 2   | 17. November 1993 | Eindhoven      | Paul Herijgers    | Radomír Šimůnek senior | Richard Groenendaal |
| 3   | 12. Dezember 1993 | Yurre          | Paul Herijgers    | Danny De Bie           | Adrie van der Poel  |
| 4   | 29. Dezember 1993 | Loenhout       | Marc Janssens     | Adrie van der Poel     | Paul Herijgers      |
| 5   | 15. Januar 1994   | Saint-Herblain | Dominique Arnould | Emmanuel Magnien       | Daniele Pontoni     |

Gesamtwertung
| Platz | Name                 | Punkte |
| ----- | -------------------- | ------ |
| 1     | Paul Herijgers       | 73     |
| 2     | Danny De Bie         | 50     |
| 3     | Marc Janssens        | 48     |
| 4     | Dominique Arnould    | 34     |
| 5     | Peter Van Den Abeele | 34     |
| 6     | Beat Wabel           | 29     |